# Paranam
Paranam is een plaats in het district Para in Suriname, gelegen aan de linkeroever van de rivier Suriname. In 1977 had de plaats ongeveer 1.800 inwoners. Het ligt naast La Vigilantia.
Paranam ontstond aan het einde van de jaren 30 van de twintigste eeuw als een mijndorp, wat kwam door de Suriname Aluminium Company (Suralco) die in de omgeving bauxiet had ontdekt. De voormalige plantagegronden werden gebruikt om woningen op te bouwen. Dertig jaar later vestigden een aluminiumfabriek en een aluminiumsmelter zich in het dorp, waardoor Paranam van een mijndorp uitgroeide tot een fabrieksstad en het grootste industriële complex van Suriname werd.
In 2020 werden de plannen gepresenteerd voor het Paranam Industry Center (PIC) dat de plaats inneemt van de aluminiumaardefabriek.

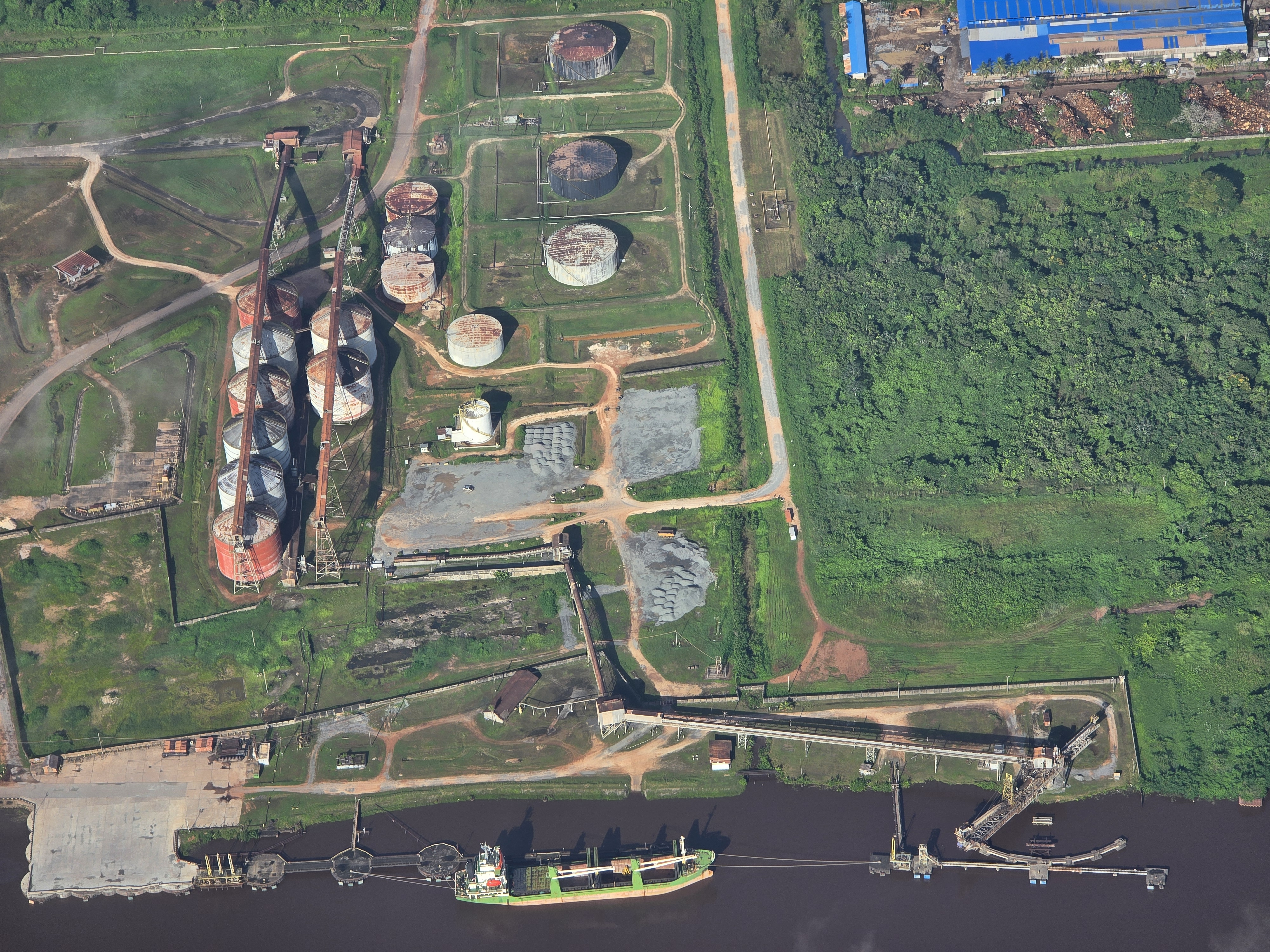
Suralco Haven in Paranam, 2025
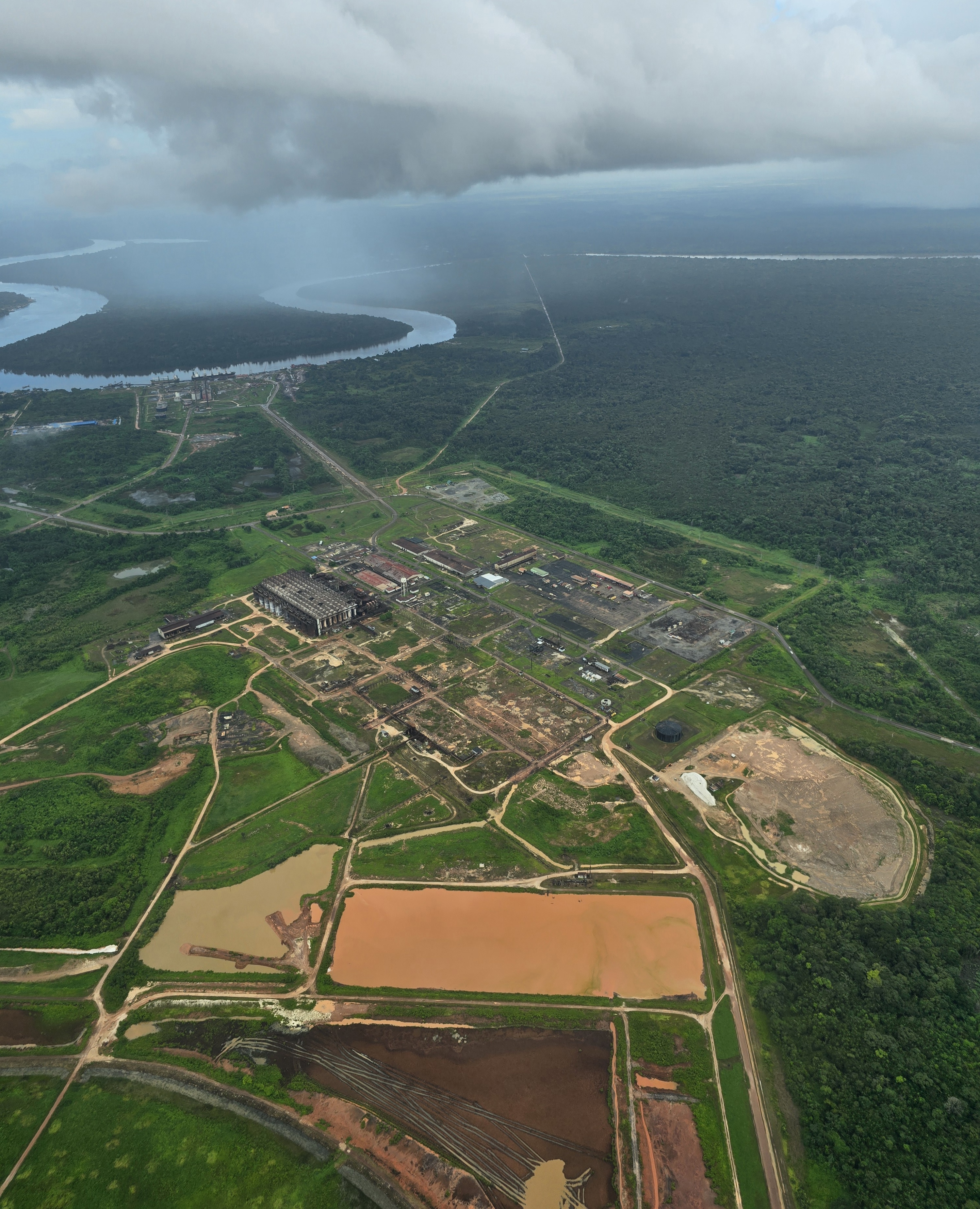
Raffinaderij van Suralco